# 高體小沙丁魚
高體小沙丁魚（学名：Sardinella brachysoma），又名沙丁魚、扁仔、扁鰮、高體小沙丁、青鱗仔，為輻鰭魚綱鲱形目鲱科的其中一種，分布於印度西太平洋區，包括馬達加斯加、印度、孟加拉、緬甸、安達曼群島、泰國、中國、香港、台灣、菲律賓、印尼、巴布亞紐幾內亞、澳洲等海域，棲息深度可達50公尺，體長可達13公分，棲息在沿海海域的迴游性魚類，成群活動，可做為食用魚。

## 擴展閱讀
維基物種上的相關：高體小沙丁魚